# Tate Peak
Tate Peak är en bergstopp i Antarktis. Den ligger i Östantarktis. Australien gör anspråk på området. Toppen på Tate Peak är 1 885 meter över havet, eller 400 meter över den omgivande terrängen. Bredden vid basen är 2,7 km.
Terrängen runt Tate Peak är kuperad åt sydväst, men åt nordost är den platt. Trakten är obefolkad. Det finns inga samhällen i närheten.